# Nicolaes Eliaszoon Pickenoy
Nicolaes Eliasz. Pickenoy ou Nicolaes Eliaszoon Pickenoy (1588, Amsterdam - 1650/1656, Amsterdam) est un peintre néerlandais d'origine flamande du siècle d'or. Il est connu pour ses peintures de portraits et de scènes religieuses.

## Biographie
Nicolaes Eliasz. Pickenoy est né en 1588 à Amsterdam aux Pays-Bas. 
Il est le fils d'un constructeur de bâtiments d'Anvers, Elias Claeszoon Pickenoy, qui a quitté Anvers et s'est installé à Amsterdam avant sa naissance. Il a probablement étudié la peinture auprès de Cornelis van der Voort. En 1621, il épouse Levijntje Bouwens, une orpheline de 21 ans, avec qui il a dix enfants dont deux sont morts en bas âge. L'artiste a peint de nombreux portraits de personnes célèbres tels que Nicolaes Tulp, Cornelis de Graeff, Maarten Tromp and Jochem Hendrickszoon Swartenhont, l'époux d'Elisabeth Bas. Il a également peint des portraits groupés de la garde civile hollandaise (en néerlandais : schutterstukken), et des portraits groupés des régents de l'orphelinat. Il a collaboré avec Rembrandt, qui est voisin de son atelier, sur plusieurs œuvres dans les années 1630. Il a vraisemblablement enseigné la peinture au peintre Bartholomeus van der Helst.
Il meurt à Amsterdam entre 1650 et 1656.

## Œuvres
- Autoportrait à l'âge de 36 ans, huile sur bois, 60 × 46 cm, Musée du Louvre, Paris[2]
- Femme de 34 ans, 1634, 122 × 89 cm, Musée du Louvre, Paris[3]
- Portrait d'homme, vers 1630-1639, huile sur bois, 66,5 × 52,5 cm, Musée Fabre, Montpellier[4]
- Portrait de femme Musée des Beaux-Arts de Narbonne [5]
- Portrait de Johanna Le Maire, épouse de Pieter van Son, 1622-1629, huile sur bois, 105 × 78 cm, Rijksmuseum, Amsterdam[6]
- Portait de Maerten Rey, marchand de vin et chef des arquebusiers de la garde civile, 1627, huile sur bois, 98 × 73 cm, Rijksmuseum, Amsterdam[7]
- Portrait of Maria Joachimsdr Swartenhont (1598-1631), épouse de Maerten Rey, 1627, huile sur bois, 98 × 73 cm, Rijksmuseum, Amsterdam[8]
- Portrait de Jochem Hendricksz. Swartenhont (1566-1627), lieutenant-amiral de Hollande, époux d'Elisabeth Bas, 1627, huile sur bois, 118 × 90 cm, Rijksmuseum, Amsterdam[9]
- La Compagnie du Capitaine Jan Claesz Vlooswijck et du Lieutenant Gerrit Hudde, à Amsterdam en 1642, huile sur toile, 340 × 527 cm, Rijksmuseum, Amsterdam[10]

"
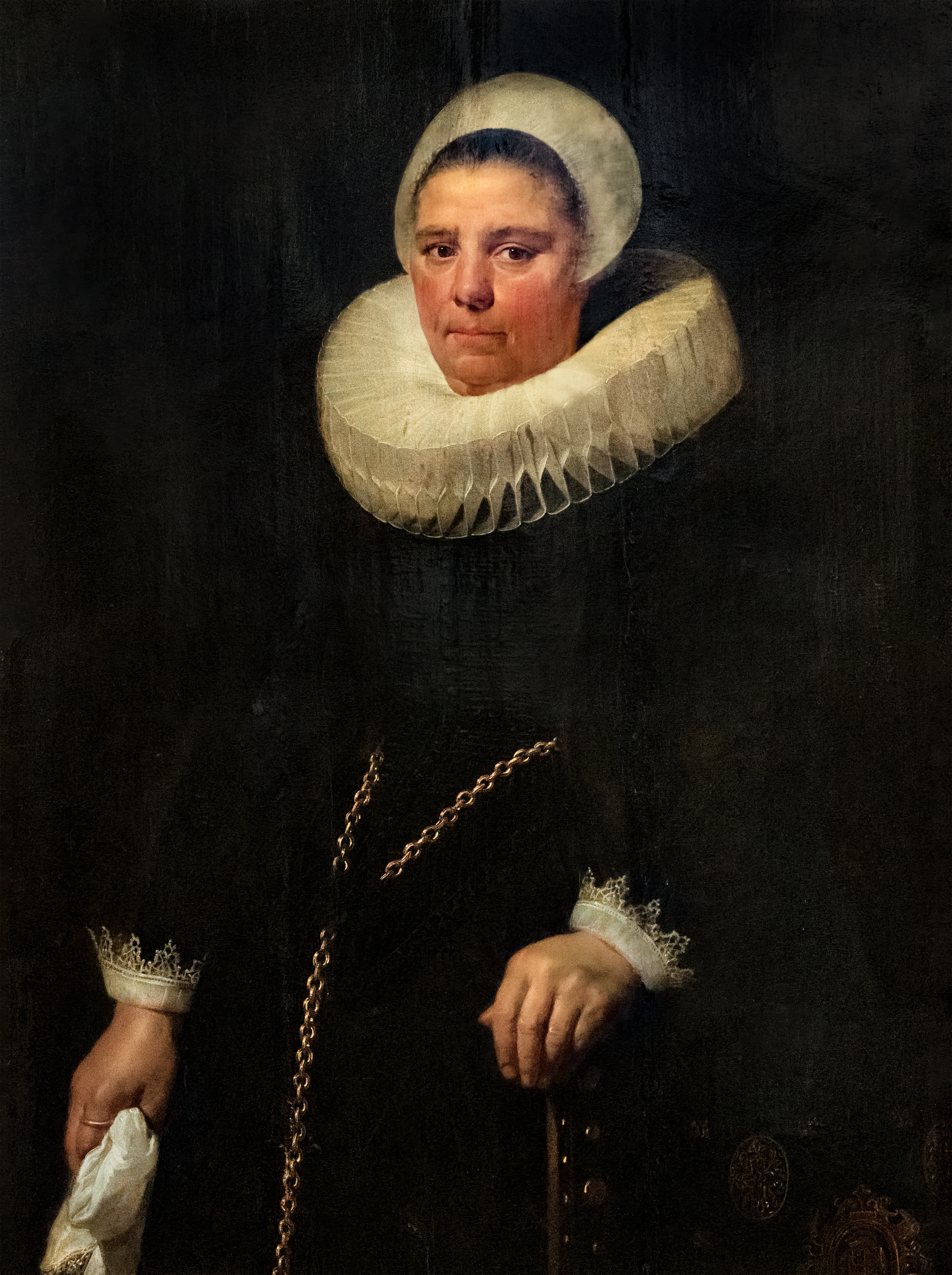
Portrait de femme - Musée des Beaux-Arts de Narbonne
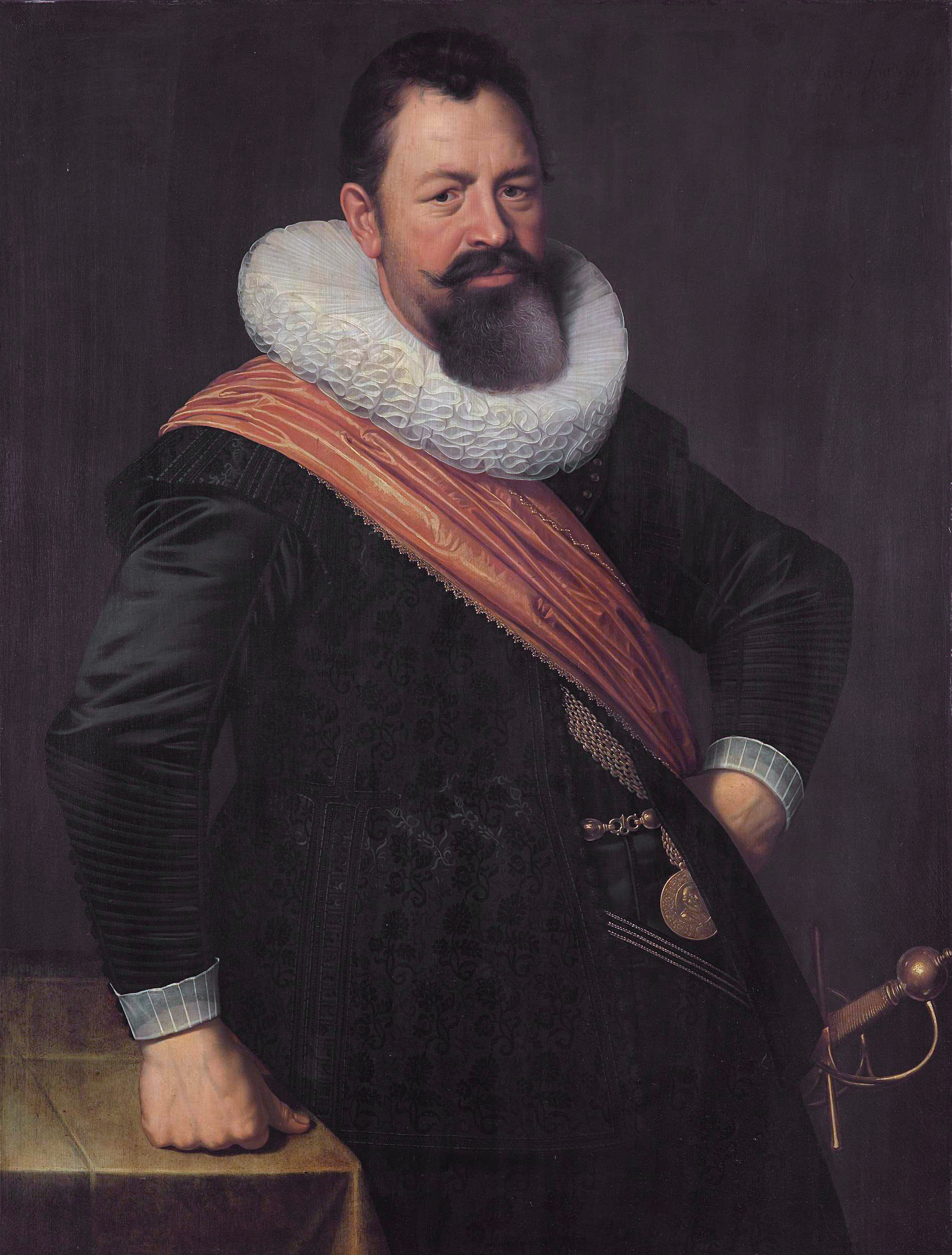
Jochem Swartenhont, 1627 Rijksmuseum
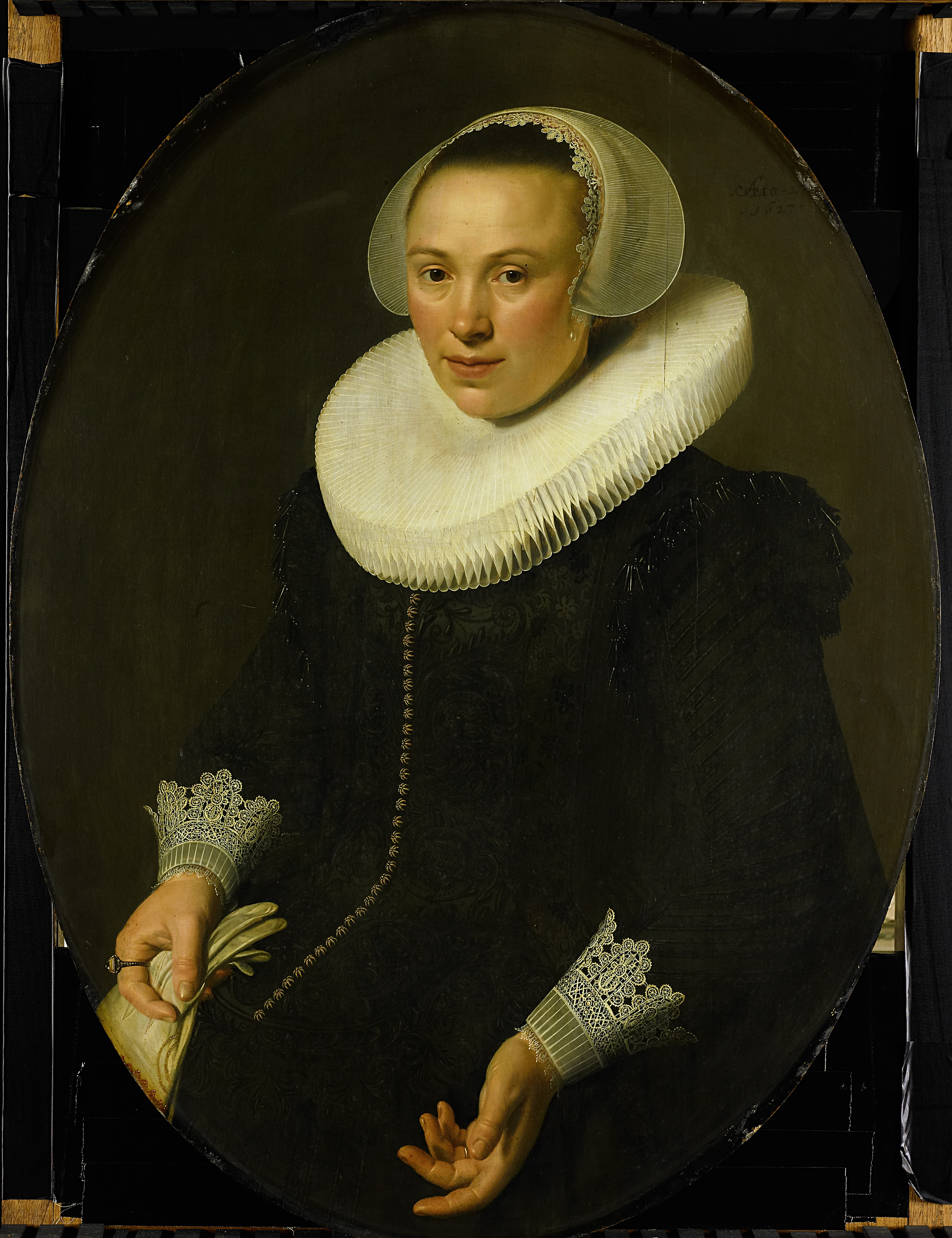
Maria Swartenhont, 1627 Rijksmuseum
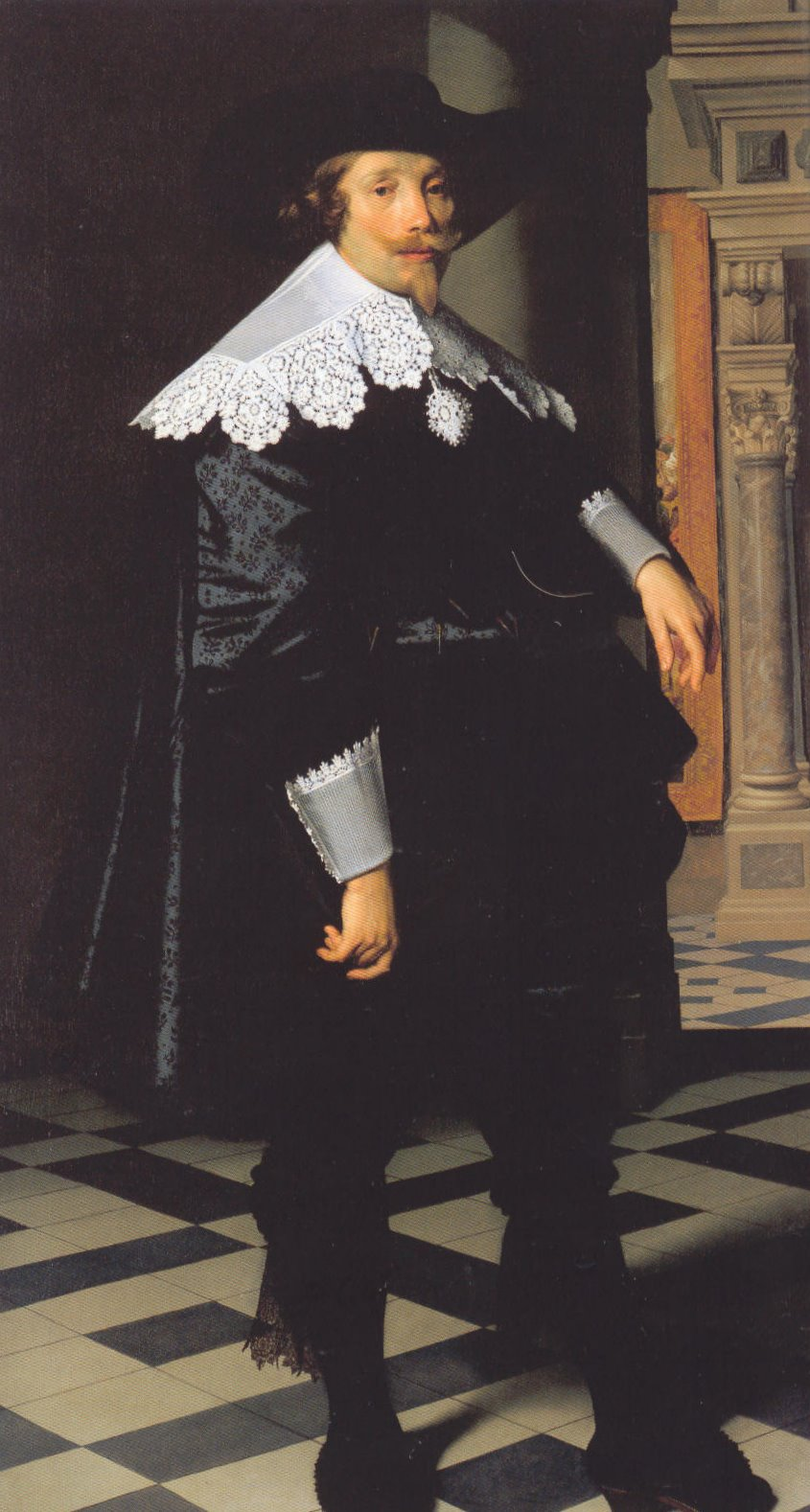
Cornelis de Graeff, 1636 Gemäldegalerie (Berlin)
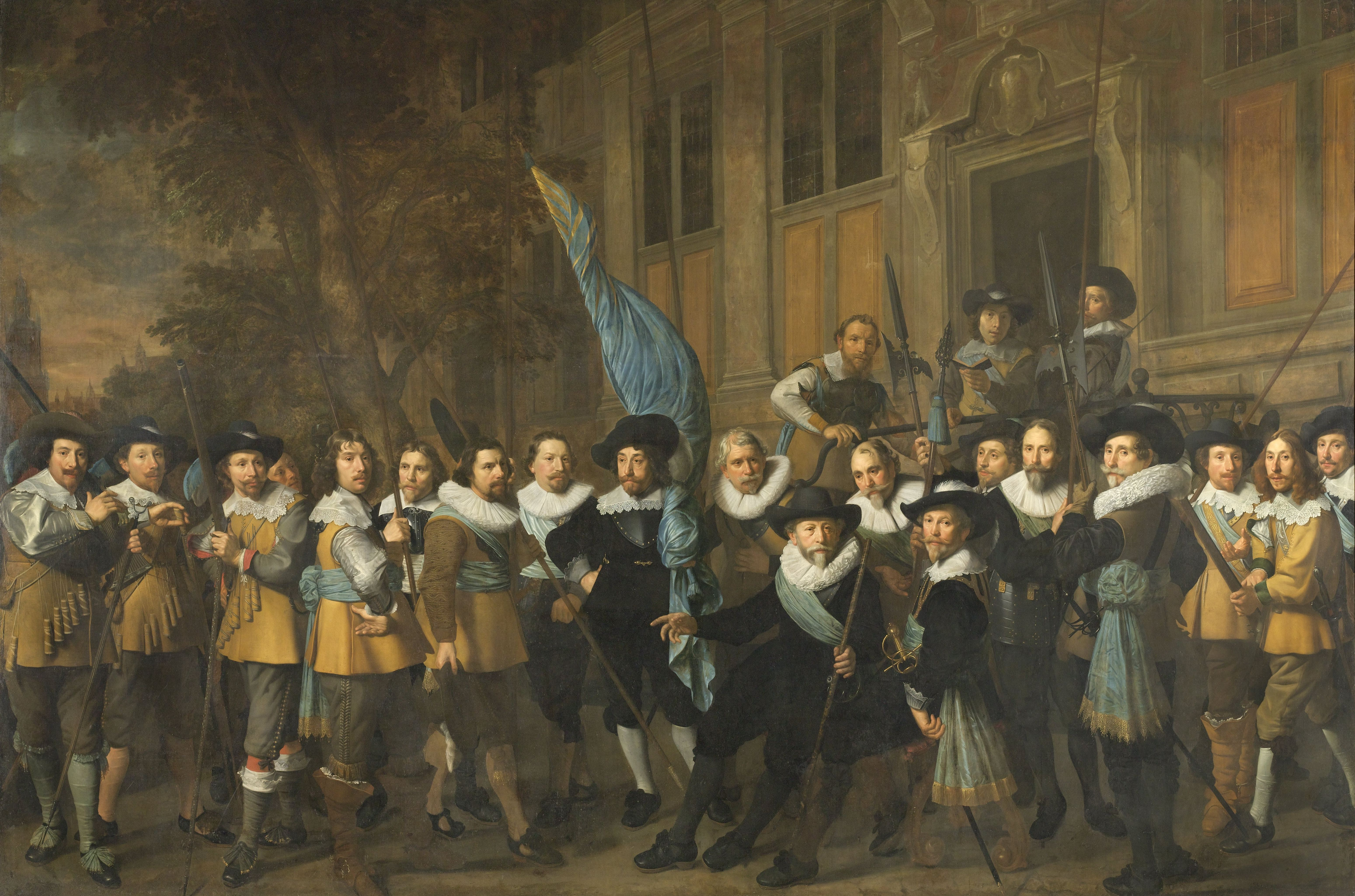
Compagnie de Jan Claesz Vlooswijck, 1642 Rijksmuseum